# Divisió d'honor d'escacs 2017
La Divisió d'honor d'escacs 2017 inclou els equips i resultats de la temporada 2017 de la màxima categoria de la Lliga Catalana d'Escacs que organitza la Federació Catalana d'Escacs.

## Fase prèvia
A la fase prèvia, la Divisió d'Honor estigué formada per 16 equips distribuïts en dos grups repartits segons els criteris esportius derivats de la classificació obtinguda pels equips a la temporada anterior. Cada grup de 8 equips disputà una lligueta a una sola volta. Els quatre primers classificats de cada grup es classificaren per a disputar la fase final en el grup A. Els classificats del 5 al 8 de cada grup formaren part del grup B.
| # | Equip       | 1 | 2 | 3 | 4 | 5 | 6 | 7 | 8 | Punts | Ds.  | Class. |
| - | ----------- | - | - | - | - | - | - | - | - | ----- | ---- | ------ |
| 1 | FIGUERES    | - | 1 | 1 | 0 | ½ | 0 | ½ | 0 | 3     | 34   | 6      |
| 2 | MONTCADA    | 0 | - | 0 | 0 | 0 | 0 | 0 | 1 | 1     | 28   | 8      |
| 3 | SANT ANDREU | 0 | 1 | - | 1 | 1 | ½ | 0 | ½ | 4     | 37   | 3      |
| 4 | TRES PEONS  | 1 | 1 | 0 | - | 1 | 0 | 1 | ½ | 4½    | 40   | 2      |
| 5 | PEONA I PEO | ½ | 1 | 0 | 0 | - | 0 | 1 | 1 | 3½    | 31   | 4      |
| 6 | MOLLET      | 1 | 1 | ½ | 1 | 1 | - | 1 | 1 | 6½    | 48.5 | 1      |
| 7 | GERUNDA     | ½ | 1 | 1 | 0 | 0 | 0 | - | 1 | 3½    | 30.5 | 5      |
| 8 | LLEIDA      | 1 | 0 | ½ | ½ | 0 | 0 | 0 | - | 2     | 31   | 7      |

| # | Equip             | 1 | 2 | 3 | 4 | 5 | 6 | 7 | 8 | Punts | Ds.  | Class. |
| - | ----------------- | - | - | - | - | - | - | - | - | ----- | ---- | ------ |
| 1 | CERDANYOLA        | - | 1 | 0 | 0 | 0 | 1 | 0 | 1 | 3     | 32.5 | 4      |
| 2 | BANYOLES          | 0 | - | 0 | 0 | ½ | 1 | 0 | ½ | 2     | 22   | 7      |
| 3 | BARBERA           | 1 | 1 | - | 0 | 1 | 1 | 1 | 1 | 6     | 44   | 2      |
| 4 | SCC SABADELL      | 1 | 1 | 1 | - | ½ | 1 | 1 | 1 | 6½    | 47   | 1      |
| 5 | FOMENT            | 1 | ½ | 0 | ½ | - | 0 | 0 | ½ | 2½    | 30.5 | 5      |
| 6 | TERRASSA          | 0 | 0 | 0 | 0 | 1 | - | 0 | 0 | 1     | 24   | 8      |
| 7 | ESCOLA ESCACS BCN | 1 | 1 | 0 | 0 | 1 | 1 | - | 1 | 5     | 47.5 | 3      |
| 8 | SANT JOSEP        | 0 | ½ | 0 | 0 | ½ | 1 | 0 | - | 2     | 32.5 | 6      |

## Fase final
Els equips de cadascun dels grups arrossegaren els punts aconseguits a la fase prèvia. A la fase final només s'enfrontaren els equips procedents de l'altre grup. Perderen la categoria els tres darrers classificats del Grup B.

### Grup A
La classificació del Grup A determinà els llocs de l'1 al 8 de la classificació general de Divisió d'Honor.
| # | Equip             | 1 | 2 | 3 | 4 | 5 | 6 | 7 | 8 | Punts | Ds.  | Class. |
| - | ----------------- | - | - | - | - | - | - | - | - | ----- | ---- | ------ |
| 1 | MOLLET            | - | 1 | ½ | 1 | 0 | 1 | 1 | 1 | 9½    | 70   | 2      |
| 2 | TRES PEONS        | 0 | - | 0 | 1 | 0 | 0 | 1 | 1 | 6½    | 58.5 | 5      |
| 3 | SANT ANDREU       | ½ | 1 | - | 1 | 0 | 0 | 0 | 1 | 5     | 53   | 6      |
| 4 | PEONA I PEO       | 0 | 0 | 0 | - | 0 | 0 | 0 | 0 | 3½    | 44   | 8      |
| 5 | SCC SABADELL      | 1 | 1 | 1 | 1 | - | 1 | 1 | 1 | 10½   | 74.5 | 1      |
| 6 | BARBERA           | 0 | 1 | 1 | 1 | 0 | - | 1 | 1 | 9     | 68.5 | 3      |
| 7 | ESCOLA ESCACS BCN | 0 | 0 | 1 | 1 | 0 | 0 | - | 1 | 7     | 69.5 | 4      |
| 8 | CERDANYOLA        | 0 | 0 | 0 | 1 | 0 | 0 | 0 | - | 4     | 49.5 | 7      |

El Colon Sabadell Chessy es proclamà campió de la Divisió d'Honor després de guanyar a la darrera ronda contra el Club Escacs Mollet per 6 a 4. Les alineacions i resultats del matx final decisiu que fou retransmès en directe per web fou:
| #  | Nom                               | resultat | Nom                              |
|    | SCC SABADELL                      | 6 - 4    | CE MOLLET                        |
| -- | --------------------------------- | -------- | -------------------------------- |
| 1  | Evgeni Agrest (2593)              | ½ - ½    | Daniele Vocaturo (2602)          |
| 2  | Jordi Magem Badals (2579)         | ½ - ½    | Adrien Demuth (2521)             |
| 3  | José González García (2559)       | ½ - ½    | Twan Burg (2492)                 |
| 4  | Lluís Comas i Fabregó (2562)      | ½ - ½    | David Arenas Vanegas (2474)      |
| 5  | Andrea Stella (2425)              | 1 - 0    | Pere Garriga Cazorla (2459)      |
| 6  | Alfonso Romero Holmes (2545)      | 1 - 0    | Cristian Fernández Díaz (2371)   |
| 7  | Carles Díaz Camallonga (2437)     | ½ - ½    | Luís Luna Cortes (2332)          |
| 8  | Lázaro Lorenzo de la Riva (2434)  | 0 - 1    | Ricard Morros Faura (2331)       |
| 9  | Lluís Maria Perpinyà Rofes (2421) | 1 - 0    | Javier Amores Gago (2308)        |
| 10 | Michael Rahal (2416)              | ½ - ½    | Esteban Montilla Carrillo (2300) |

La classificació del Grup B determinà els llocs del 9 al 16 de la classificació general de Divisió d'Honor. Els classificats en els llocs 14 al 16 baixaren a la Primera Divisió a la següent temporada.
La classificació del Grup B determinà els llocs del 9 al 16 de la classificació general de Divisió d'Honor. Els classificats en els llocs 14 al 16 baixaren a la primera divisió a la següent temporada.
| # | Equip      | 1 | 2 | 3 | 4 | 5 | 6 | 7 | 8 | Punts | Ds.  | Class. |
| - | ---------- | - | - | - | - | - | - | - | - | ----- | ---- | ------ |
| 1 | GERUNDA    | - | ½ | 1 | 1 | 0 | 0 | 1 | 1 | 5½    | 51   | 2      |
| 2 | FIGUERES   | ½ | - | 0 | 1 | 0 | ½ | 0 | 1 | 4½    | 51   | 4      |
| 3 | LLEIDA     | 0 | 1 | - | 0 | 0 | ½ | ½ | 1 | 4     | 46   | 5      |
| 4 | MONTCADA   | 0 | 0 | 1 | - | 0 | 0 | 1 | 1 | 3     | 45   | 7      |
| 5 | FOMENT     | 1 | 1 | 1 | 1 | - | ½ | ½ | 0 | 6½    | 55   | 1      |
| 6 | SANT JOSEP | 1 | ½ | ½ | 1 | ½ | - | ½ | 1 | 5     | 56.5 | 3      |
| 7 | BANYOLES   | 0 | 1 | ½ | 0 | ½ | ½ | - | 1 | 3½    | 37.5 | 6      |
| 8 | TERRASSA   | 0 | 0 | 0 | 0 | 1 | 0 | 0 | - | 1     | 40.5 | 8      |

Perderen la categoria el Club Escacs Banyoles, la Unió Escacs Montcada i el Club Escacs Terrassa.

## Equips que pugen a Divisió d'Honor
Com a campions dels grups de la primera divisió, el Catalunya Escacs Club i el Club Escacs Sant Cugat obtingueren una plaça a la Divisió d'Honor per a la temporada següent. El Club Escacs Olot i l'Escola d'Escacs de Salou com a subcampions de primera divisió jugaren un play-off per a determinar el tercer equip que assolí l'ascens a la Divisió d'Honor 2018. L'Olot guanyà primer per 5½ a 4½ jugat a Salou, i el matx de tornada a Olot tornà a guanyar per 6½ a 3½.